# 聖和学園短期大学
聖和学園短期大学（せいわがくえんたんきだいがく、英語: Seiwa Gakuen College）は、宮城県仙台市泉区南中山五丁目5番2号に本部を置く日本の私立大学。1929年創立、1951年大学設置。大学の略称は聖和短大。

## 概観

### 大学全体
- 宮城県仙台市泉区に所在する日本の私立短期大学で、設置主体は学校法人聖和学園[1]。
- 1951年に開学。学科体制は、当初は2学科、増設で最大で3学科だったが、再編により2学科に短縮されている。もともとは女子短大だったが、現在は共学となっている。

### 建学の精神（校訓・理念・学是）
- 聖和学園短期大学における建学の精神は「慈悲と和という仏教思想に基づく教育」となっている。これは聖徳太子により制定された十七条憲法の第一条にある「和をもって尊しとなす」に由来するものとされている[2]。

### 教育および研究
- 聖和学園短期大学にはキャリア開発総合学科があり、製菓・フード・医療事務・司書・ファッションなど多彩なジャンル科目が開講され、各領域から科目を組み合せて履修していくシステムとなっている。当学科主催のイベントとしてファッションショーがあり、旧来の被服科や生活文化科における伝統を受け継いだものとなっている。「仙台の歴史と文化」と称した本短大独自の科目があるところにも注目できる[2]。

### 学風および特色
- 聖和学園短期大学は仏教系の短大であることから、「降誕会（ごうたんえ）」・「精霊会（しょうりょうえ）」・「成道会（じょうどうえ）」といった宗教的行事が行われているところが特色の一つとなっている。2006年、財団法人短期大学基準協会による第三者評価の結果、適格認定されている。
- 女子学生の上履きは、原則として白のナースサンダルを使用することになっている[2]。

## 沿革
- 1929年
  - 7月 吉田高等女学校が設置される[3]
- 1949年
  - 10月 文部省[注釈 1]に短期大学[注 2]の設置認可に関する申請を行う[注 3]。なお、学科・専攻は以下の通りとなっている[8]。
    - 文学科 入学定員80名
    - 家政学科 入学定員80名
- 1950年
  - 3月 設置認可されず。
  - 10月 文部省[注釈 1]に短期大学[注 4]の設置認可に関する再申請を行う[9][10]。
    - 国文科
    - 被服科
- 1951年
  - 2月24日 学校法人聖和学園の設立が認可される[11]。
  - 2月27日 左記を以て文部省[注 5]より短期大学の設置が認可される[12]。
  - 4月1日 仙台市木ノ下73[13] において聖和学園短期大学が以下の学科体制にて開学する[14]。
    - 被服科 入学定員50名
    - 国文科 入学定員50名
- 1954年
  - 5月1日 学生数[15]/定員
    - 被服科 125[注釈 2]/100
    - 国文科 145[注釈 2]/100
- 1963年
  - 4月1日 以下の学科が増設される[16]。
    - 保育科 入学定員35名

  - 5月1日 学生数[17]/定員
    - 被服科 110[注釈 2]/100
    - 国文科 84[注釈 2]/100
    - 保育科 29[注釈 2]/35
- 1988年
  - 4月1日 キャンパスを仙台市木ノ下2-5-1[注 6]から南中山5-5-2へ移転。
  - 同 国文科の入学定員を50[18]→80[注釈 3]に増員[注 7]。
  - 5月1日 学生数[22]/定員
    - 被服科 144[注釈 2]/100
    - 国文科 179[注釈 2]/130
    - 保育科 107[注釈 2]/70
- 1989年
  - 4月1日 保育科の入学定員を35[注釈 3]→50[23]に増員[24]。
  - 5月1日 学生数[25]/定員
    - 被服科 145[注釈 2]/100
    - 国文科 176[注釈 2]/160
    - 保育科 109[注釈 2]/85
- 1992年
  - 4月1日 学科の入学定員増を以下の通り行う[26]。
    - 国文科 80[注釈 4]→120[注釈 5]
    - 被服科 50[注釈 4]→80[注釈 5]

  - 5月1日 学生数[注 8]/定員
    - 被服科 174[注釈 2]/130
    - 国文科 245[注釈 2]/200
    - 保育科 148[注釈 2]/100
- 1993年
  - 4月1日 被服科を生活文化科と改称[31]。
  - 5月1日 学生数[32]/定員
    - 生活文化科 103[注釈 2]/80
      - 被服科 93[注釈 2]/80

    - 国文科 298[注釈 2]/240
    - 保育科 133[注釈 2]/100
- 1997年
  - 4月1日 保育科が保母養成施設として認定される。
- 1999年
  - 5月1日 学生数[33]/定員
    - 生活文化科 168[注釈 2]/160
    - 国文科 216[注釈 2]/240
    - 保育科 165[注釈 2]/100
- 2003年
  - 4月1日 以下の変更があり[34]。
    - 国文科→人間コミュニケーション学科と改称
    - 保育科の入学定員を50→80に増員。
- 2004年
  - 4月1日 生活文化科の学生募集を最終とする[注 9]
- 2005年
  - 4月1日 男女共学とし、この年度の入学生より人間コミュニケーション学科が生活文化科の統合を開始し、以下の学科に再編する[35]。
    - キャリア開発学科 入学定員170名

  - 9月30日 左記をもって旧来の国文科科が正式に廃止となる[36]。
- 2006年
  - 3月31日 左記をもって生活文化科が正式に廃止となる[36]。
  - 7月31日 左記をもって旧来の人間コミュニケーション学科が正式に廃止となる[37]。
- 2007年
  - 4月1日 保育科を保育福祉学科に改組し、以下の専攻分離を行う[37]。
    - 保育専攻 入学定員80名[注 10]
    - 介護福祉専攻 入学定員40名[注 11]
- 2008年
  - 3月31日 左記をもって旧来の保育科が正式に廃止となる[38]。
- 2014年
  - 4月1日 保育福祉科の各専攻課程について入学定員を以下の通り変更する[39]。
    - 保育専攻 80→90
    - 介護福祉専攻 40→30
- 2015年
  - 4月1日 保育福祉科の各専攻別の学生募集を最終とする[注 12]
- 2016年
  - 4月1日 この年度の入学生より保育福祉科を保育学科に改組[注 13]。
- 2017年
  - 保育福祉科を廃止。
- 2020年
  - 4月1日 学科の入学定員を以下の通り変更する[41]。
    - 保育科 160→150
    - キャリア開発学科 160→150

## 基礎データ

### 所在地
- 宮城県仙台市泉区南中山五丁目5番2号

### 交通アクセス
- 最寄りは、仙台市営バス「聖和短大」バス停留所。以下の各駅よりバスの便がある。
  - JR東北本線仙台駅・北仙台駅・仙台市地下鉄泉中央駅より便あり。
- 「泉ビレジ」行：仙台駅・北仙台駅より。
- 「実沢営業所」行：仙台駅より。

### 象徴
- 聖和学園短期大学のカレッジマークは八角形をベースに菩提樹を図案化したものとなっている[42]。これは、釈迦が菩提樹のもとで悟りを開いたことにちなみ、八角形は悟りの内容である「八正道」に由来する。

## 教育および研究

### 組織

#### 学科
- キャリア開発総合学科 入学定員150名 ビジネス情報系・医療事務系・ファッション系・福祉系それぞれのカリキュラムがある。2016年度から介護福祉士養成課程が組み込まれている。
- 保育学科 入学定員100名

##### 過去にあった学科
- 生活文化科 入学定員80名[注釈 6]
- 人間コミュニケーション学科→キャリア開発総合学科
- 保育福祉学科→保育学科
  - 保育専攻 入学定員90名[注釈 7]
  - 介護福祉専攻 入学定員30名[注釈 7]

#### 専攻科
- なし

#### 別科
- なし

##### 取得資格について
- 保育士資格・幼稚園教諭二種免許状：保育学科
- 介護福祉士資格：キャリア開発総合学科
- 司書：キャリア開発総合学科
- 製菓衛生師受験資格：キャリア開発学科

- 過去には中学校教諭二種免許状が設置されていた[45]。
  - 家庭：キャリア開発学科（旧・生活文化科）
  - 国語：キャリア開発学科（旧・国文科、人間コミュニケーション学科）
- 当初は中学校教諭ほか高等学校教諭免許状の教職課程を併設。国文科で（国語）、被服科で（家庭）となっていた[46]。

#### 附属機関
- 図書館：蔵書数はおよそ56,400冊に及んでいる。本短大OPが司書を務めている。

### 研究
- 『聖和』[47]
- 『聖和学園短期大学紀要』[48]

## 学生生活

### 部活動・クラブ活動・サークル活動
- 聖和学園短期大学のクラブ活動
  - 体育系：バレーボール・フットサル・サッカー・バスケットボール・テニス・水泳ほか
  - 文化系：軽音楽・演劇ほか

### 学園祭
- 聖和学園短期大学の学園祭は「聖翔祭」と呼ばれ毎年、概ね10月に行われているイベントである。

### スポーツ
- バレーボールというスポーツが、「東北大学バレーボール連盟II部」に加盟している。
- 女子サッカーサークルが、「全日本大学女子サッカー連盟」に所属している。

## 大学関係者と組織

### 大学関係者組織
- 聖和学園短期大学同窓会組織がある。

## 施設

### キャンパス
- ピアノ練習室
- 情報処理実習室
- 製菓実習室
- ホスピタリティ実習室
- 介護実習室
- 作法室
- カフェテリア
- トレーニングルーム
- プール
- グラウンド
- 音楽スタジオ
- 学生会館：学生寮となっている。

## 対外関係

### 他大学との協定
- 学都仙台コンソーシアム
- 放送大学[49]

### 姉妹校
- 聖和学園高等学校
- 聖和幼稚園

## 社会との関わり
- 毎年11月に行われている「南中山文化祭」に参加している。

## 卒業後の進路について

### 就職について
- 保育科では、保育所や幼稚園への就職者が多い。キャリア開発総合学科（旧来の生活文化科や人間文化学科含む）では、一般企業への就職者が大半を占めている。

### 編入学・進学実績
- これまでの実績では、尚絅学院大学・東北文化学園大学・東北福祉大学・宮城学院女子大学などがある。